# The Origin of Love
The Origin of Love je třetí album, které vydal britský zpěvák a skladatel Mika. CD vyšlo ve Francii 17. září 2012 a v Británii 8. října téhož roku.
Obsahuje v základní verzi 13 písní a jednu bonusovou stopu „Make You Happy“ ve verzi s orchestrem (Miami Edit). Deluxe vydání zahrnuje další CD s celkem devíti stopami (pět písní v akustické verzi, jedna ve francouzštině, dva remixy, jedna zcela nová píseň). Spolupracovníky Miky na poli autorském jsou Nicholas Littlemore, Paul Steele, Jodi Marr, Benjamin James Henry Jack Garrett, Wayne Hector, Alessandro Benassi, Marco Benassi, Hillary Lindsey, Matthieu Jomphe, Stephen Schwartz, Priscilla Renea, Laurent Lescarret, Oli Chang a Pharrell Williams.

## Seznam skladeb
| Stopa | Název                             | Autor                                |
| ----- | --------------------------------- | ------------------------------------ |
| 01    | Origin of Love                    | Mika, Littlemore, Steele             |
| 02    | Lola                              | Mika, Marr, Garrett                  |
| 03    | Stardust                          | Mika, Hector, A. Benassi, M. Benassi |
| 04    | Make You Happy                    | Mika, Marr, Garrett                  |
| 05    | Underwater                        | Mika, Littlemore, Steele             |
| 06    | Overrated                         | Mika, Marr                           |
| 07    | Kids                              | Mika, Lilttlemore                    |
| 08    | Love You When I'm Drunk           | Mika, Marr                           |
| 09    | Step With Me                      | Mika, Lindsey, Jomphe                |
| 10    | Popular Song                      | Mika, Schwartz, Renea, Jomphe        |
| 11    | Emily                             | Mika, Marr, Lescarret                |
| 12    | Heroes                            | Mika, Chang, Littlemore, Milas       |
| 13    | Celebrate (s Pharrell Williamsem) | Mika, Garrett, Williams              |
| 14    | Make You Happy (Miami Edit)       |                                      |

Skladby na bonusovém CD v deluxe verzi:
| Stopa | Název                                      |
| ----- | ------------------------------------------ |
| 01    | Celebrate (Acoustic Version)               |
| 02    | Origin of Love (Acoustic Version)          |
| 03    | Kids (Acoustic Version)                    |
| 04    | Love You When I'm Drunk (Acoustic Version) |
| 05    | Overrated (Acoustic Version)               |
| 06    | Elle Me Dit                                |
| 07    | Tah Dah                                    |
| 08    | Stardust (Benny Benassi Mix)               |
| 09    | Celebrate (Robbie Rivera Remix)            |